# 上領停留所
上領停留所（かみりょうていりゅうじょ）、または上領駅（かみりょうえき）はかつて山口県美祢市大嶺町東分上領に存在した美祢軽便鉄道の停留所（廃駅）である。かつては上領八幡宮の最寄駅だった。

## 歴史
- 1916年（大正5年）9月15日：伊佐駅 - 重安駅間の開業に伴い吉則停留場（現在の美祢駅）・重安駅と共に開業。
- 1920年（大正9年）6月1日：上領停留所廃止[1]。

## 隣の駅
美祢軽便鉄道
吉則停留所 - 上領停留所 - 重安駅